# Ernst Meister (Schauspieler)
Ernst Meister (* 23. Februar 1926 in Wien; † 27. September 1986 ebenda) war ein österreichischer Schauspieler.

## Leben
Ernst Meister besuchte nach Ende des Zweiten Weltkriegs das Wiener Max-Reinhardt-Seminar. Nach ersten Engagements unter anderem in Linz und an Wiener Off-Theatern wurde er 1952 von Leon Epp fest an das Wiener Volkstheater gebunden. Dort gestaltete er bis zu seinem Tod weit mehr als 100 tragende Rollen. Meister erlangte vor allem durch seine herausragende Sprechkultur österreichweite Berühmtheit. So war er in den 1950er-, 60er- und 70er-Jahren als Hörfunksprecher und -Rezitator äußerst präsent und galt als "Die Stimme Österreichs". Auch der Fernseh-Kulturreihe Der Fenstergucker verlieh er als Kommentarsprecher mit seinem prägnanten Timbre Kultcharakter. Bei einem breiten Publikum wurde Meister durch seine Mitwirkung an der Fernseh-Stegreifreihe Die liebe Familie populär, die der damalige ORF-Programmintendant Ernst Wolfram Marboe als bürgerliches Pendant zur proletarischen Familiensaga Ein echter Wiener geht nicht unter erfunden hatte. Ernst Meister war verheiratet und hat zwei Söhne. Er wohnte in Wien-Döbling im Helmut-Qualtinger-Hof.
Meister starb am 27. September 1986 an einem Herzinfarkt in Wien.
Sein ehrenhalber gewidmetes Grab befindet sich auf dem Grinzinger Friedhof in Wien (Gruppe 37, Reihe 2, Nummer 22).

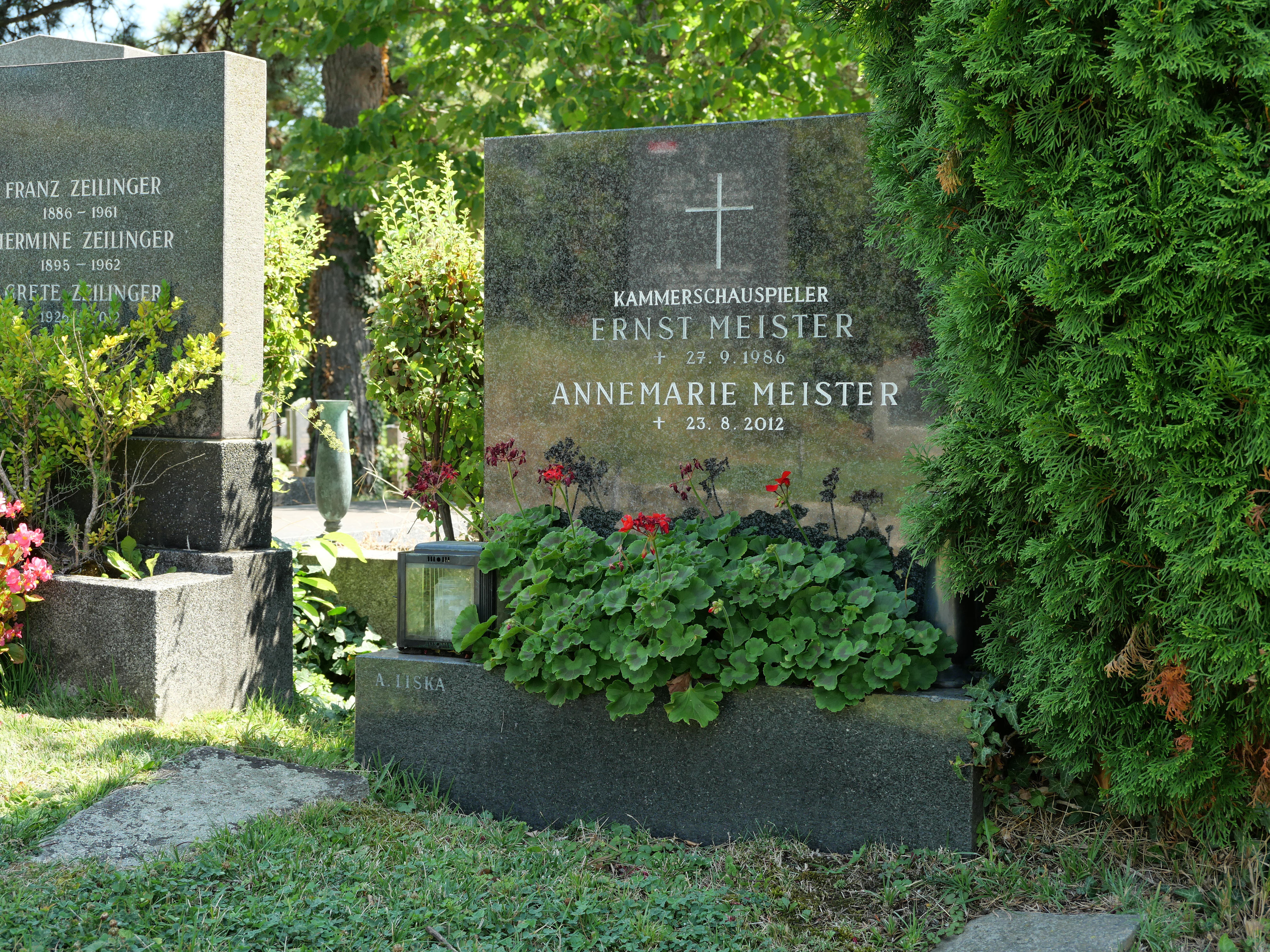
Grabstätte von Ernst Meister

## Auszeichnungen (Auszug)
- 1977/1978: Karl-Skraup-Preis für schauspielerische Leistung
- 1983: Albin-Skoda-Ring
- 1983: Kammerschauspieler
- 1986: Wiener Ehrenmedaille in Gold (am 6. Oktober 1986 posthum an die Witwe übergeben)[1]

## Filmografie
- 1955: Dunja
- 1957: Familie Schimek
- 1965: Radetzkymarsch
- 1965: Leinen aus Irland
- 1965: Oberinspektor Marek – Freispruch (Fernsehreihe)
- 1970: Zug fährt Wiental
- 1970: Passion eines Politikers
- 1972: Die Angst des Tormanns beim Elfmeter
- 1972: Briefe von gestern
- 1975: Maghrebinische Geschichten
- 1976: Die Alpensaga – Liebe im Dorf (Kompagnon von Allinger) (Fernsehreihe)
- 1977: Die Alpensaga – Der Kaiser am Lande (Kommerzialrat Froschauer) (Fernsehreihe)
- 1977: Die Staatsoperette
- 1977: Tatort – Der vergessene Mord
- 1978: Hofnarr sucht Hof
- 1979: Kassbach – Ein Portrait
- 1980: Joseph Roth – Ein Leben in Legenden
- 1980–1986: Die liebe Familie (Fernsehserie)
- 1984: Weltuntergang
- 1985: Tatort – Des Glückes Rohstoff